# Worked All Zones

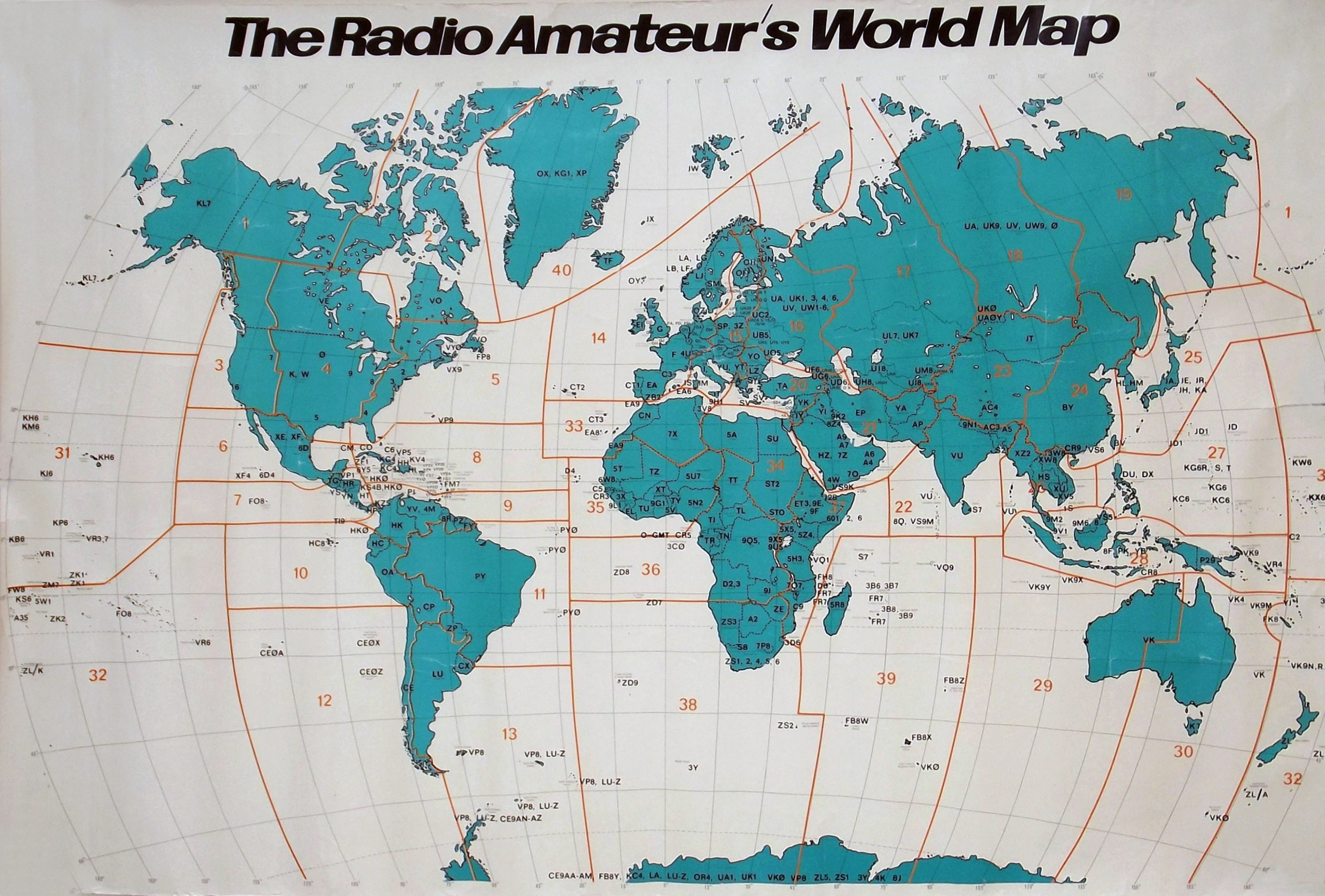
WAZ/CQ zones

Worked All Zones albo WAZ – dyplom wydawany przez czasopismo CQ Amateur Radio krótkofalowcom, którzy przeprowadzili kompletną łączność (dwustronna wymiana) z innymi radiostacjami ze wszystkich czterdziestu stref, na które podzielony jest świat krótkofalarski.
Dyplom można zdobyć przedstawiając dowód dwustronnej łączności w postaci kart QSL, które w wielu przypadkach mogą być sprawdzone przez któryś z upoważnionych punktów kontroli albo wysłane bezpośrednio do Award Managera WAZ.
Program WAZ jest jednym z najdłużej działających wśród krótkofalowców, rozpoczęty przed II wojną światową.

## Wymagania
Wszystkie łączności muszą być przeprowadzone z terenu jednej  jednostki DXCC (z jednego kraju). Do dyplomu zaliczane są też łączności przeprowadzone z użyciem innych znaków wywoławczych z terenu tego samego kraju. W takim wypadku wymagane jest przedstawienie zaświadczenia o używanych wcześniej znakach.
W celu określenia, w której strefie jest zlokalizowana stacja stosowane są: Oficjalna Mapa Stref CQ WAZ oraz drukowana lista stref.

## Wersje podstawowe
Dyplomy dostępne są za łączność ze wszystkimi strefami, z podziałem na:

### rodzaj emisjina dowolnychpasmach
- AM, SSB, CW, RTTY

łączności zrobione po 14 listopada 1945 r.
- SSTV

łączności zrobione po 1 stycznia 1973
- emisje cyfrowe (PSK31, AMTOR, PACTOR, spread spectrum) bez RTTY.

łączności zrobione po 1 stycznia 2000

### pasma
- 160 m – rodzaj pracy Mixed (łączność mieszana, dowolnym rodzajem emisji, po 1 stycznia 1975)

wymagane przedłożenie kart QSL z przynajmniej 30 stref. Nalepki wydawane są za 35, 36, 37, 38, 39 i 40 stref.
- 80 m, 40 m, 20 m, 15 m, 10 m (jeden rodzaj emisji) – po 1 stycznia 1973
- 30 m – po 1 stycznia 1991
- 17 m – po 1 stycznia 1991
- 12 m – po 1 stycznia 1991
- Satellite (tylko Mixed) – po 1 stycznia 1989
- 6 m (tylko Mixed) – po 1 stycznia 1973
- EME (Ziemia-Księżyc-Ziemia) (tylko Mixed) – po 1 stycznia 1973

Satellite i 6 m wymagane przedłożenie kart QSL z przynajmniej 25 stref. Nalepki wydawane są za 30, 35, 36, 37, 38, 39 i 40 stref.
Satellite oraz EME są dyplomami wydawanymi za wiele pasm, nie ma wersji jednopasmowych.

## Wersje specjalne
Dyplomy (z wyjątkiem 5-Band WAZ oraz 160 m WAZ) mogą być wydawane ze specjalnymi
wyróżnieniami, jak np. QRP (za małą moc nadajnika) lub mobile (praca z pojazdu ruchomego).
W takim wypadku na kartach QSL musi znajdować się  informacja, która jednoznacznie stwierdza, że łączności te kwalifikują się do wydania takiego dyplomu.

## 5-Band WAZ
Dyplom 5BWAZ dostępny jest dla tych krótkofalowców, którzy posiadają którykolwiek z podstawowych dyplomów za 40 potwierdzonych stref oraz przedstawią karty QSL potwierdzające łączność z 40 strefami w pasmach 80 m, 40 m, 20 m, 15 m i 10 m (w sumie 200 stref).
Podstawowy dyplom 5BWAZ wydawany jest za 150 stref.
Za 200 potwierdzonych stref otrzymuje się  nalepkę, która jest dodatkiem do otrzymanego wcześniej dyplomu.
Liczą się tylko łączności Mixed. Dyplom 5 Band WAZ nie jest wydawany za pojedyncze emisje.